# Zeb-un-Nissa
Zeb-un-Nissa (زیب النساء : زیب النساء)  (15 februari 1638 – 26 mei 1702)  was een Mughal- prinses en het oudste kind van keizer Aurangzeb en zijn voornaamste echtgenote, Dilras Banu Begum. Ze was ook een dichteres, die schreef onder het pseudoniem "Makhfi" ( مخفی, "Verborgen, Vermomd, Verborgen").
Prinses Zeb-un-Nissa werd de laatste twintig jaar van haar leven door haar vader gevangengehouden in het Salimgarh Fort in Delhi. Ze staat bekend als dichteres en haar werken werden na haar dood verzameld in Diwan-i-Makhfi (Perzisch: ديوانِ مخفى), wat betekent "De volledige (poëtische) werken van Makhfi".
- Gemeinsame Normdatei: 132338904
- International Standard Name Identifier: 0000 0000 3311 6959
- Library of Congress Control Number: n89250409
- Nationale bibliotheek van Australië: 52244056
- Nationale Bibliotheek van Israël: 987007295009905171
- Nederlandse Thesaurus van Auteursnamen: 303336846
- Système universitaire de documentation: 238387933
- Trove: 1527691
- Virtual International Authority File: 31132651
- WorldCat: E39PBJktqpchd4bWggHwpgYwYP